# Gaétan D'Amours
Gaétan D'Amours (Mont-Joli, 1933 – Mont-Joli, 25 aprile 2007) è stato un culturista canadese.
Nei primi anni novanta, D'Amours tornò al culturismo, gareggiando negli anni 1960 per il titolo M. Québec anche M. Canada, anni 1961 per il titolo Mr. America, finendo rispettivamente dodicesimo e decimo, allora tornò agli Mr. Universe, arrivando quinto nel 1967.